# Egmont Cycling Race 2025
De frtfr editie van de wielerwedstrijd Egmont Cycling Race vond plaats op 19 augustus 2025. De 140 deelneemsters moesten een parcours van 128,6 kilometer in en rond Zottegem afleggen. De wedstrijd had de UCI-categorie 1.2. De Italiaanse Martina Alzini won na een sprint, voor de Nederlandse Lonneke Uneken en de eveneens Italiaanse Cristina Tonetti.

## Uitslag
| Plaats  | Naam                   | Ploeg                              | Tijd     |
| ------- | ---------------------- | ---------------------------------- | -------- |
| Winnaar | Martina Alzini         | Cofidis                            | 3u05'48" |
| 2       | Lonneke Uneken         | VolkerWessels                      | z.t.     |
| 3       | Cristina Tonetti       | Laboral Kutxa-Fundación Euskadi    | z.t.     |
| 4       | Vittoria Grassi        | BePink-Imatra-Bongioanni           | z.t.     |
| 5       | Febe Poppe             | Cynisca                            | z.t.     |
| 6       | Meike Uiterwijk Winkel | BePink-Imatra-Bongioanni           | z.t.     |
| 7       | Helena Bieber          | Carbonbike Giordana by Gen Z       | z.t.     |
| 8       | Katrijn De Clercq      | Lotto                              | z.t.     |
| 9       | Caoimhe O'Brien        | Cynisca                            | z.t.     |
| 10      | Fauve Bastiaenssen     | AG Insurance-Soudal U23            | z.t.     |
| 11      | Henrietta Colborne     | Velopro-EGS Group-Alpha Motorhomes | z.t.     |
| 12      | Anastasija Kolesava    | CANYON//SRAM zondacrypto Gen.      | z.t.     |
| 13      | Sigrid Haugset         | Coop-Repsol                        | z.t.     |
| 14      | Amber van der Hulst    | Liv AlUla Jayco Cont.              | z.t.     |
| 15      | Victoire Berteau       | Cofidis                            | z.t.     |
| 16      | Fien Van Eynde         | Fenix-Deceuninck Dev.              | z.t.     |
| 17      | Loes Sels              | Velopro-EGS Group-Alpha Motorhomes | z.t.     |
| 18      | Alba Teruel            | Laboral Kutxa-Fundación Euskadi    | z.t.     |
| 19      | Marith Vanhove         | AG Insurance-Soudal U23            | z.t.     |
| 20      | Lucie Fityus           | St Michel-Preference Home-Auber93  | z.t.     |